# Munkarps kyrka
Munkarps kyrka är en kyrkobyggnad i Munkarp, cirka sju kilometer väster om Höör. Kyrkan tillhör Höörs församling (fram till 2006 Munkarps församling) i Lunds stift.

## Kyrkobyggnaden
En stenkyrka i romansk stil uppfördes någon gång mellan åren 1150 och 1175 och stod på en kulle väster om nuvarande kyrka. Under 1800-talet var kyrkan så förfallen att den revs 1883. Munkarps nya kyrka invigdes år 1884. Gamla kyrkans murar frilades år 1922 och restaurerades år 1946. År 1969 restaurerades nuvarande kyrka under ledning av arkitekt Torsten Leon-Nilson då en sakristia inreddes och bänkinredningen förnyades.

## Inventarier
- Dopfunten i sandsten tillverkades på 1100-talet och kommer från gamla kyrkan. Funten är fyrsidig och rikt profilerad. Tillhörande dopfat är tillverkat 1947 av T Jerkman.
- Predikstolen är från gamla kyrkan och tillverkades omkring 1615 av Jakob Kremberg.
- Ljuskronorna i mässing är från 1890-talet.
- I tornet hänger två kyrkklockor där lillklockan är från 1780-talet och storklockan från 1846.

### Orgel
- 1891 byggde Salomon Molander & Co, Göteborg en orgel med 8 stämmor.
- Den nuvarande orgeln byggdes och invigdes 1964 av A. Mårtenssons Orgelfabrik AB, Lund och är en mekanisk orgel.

| Huvudverk I   | Bröstverk II  | Pedal            | Koppel |
| Rörflöjt 8'   | Spetsgamba 8´ | Subbas 16´       | I/P    |
| Principal 4'  | Rörflöjt 4'   | Gedacktpommer 8´ | II/P   |
| Gemshorn 2'   | Principal 2'  | Koralbas 4'      | II/I   |
| Mixtur 3 chor | Kvinta 1 1/3' |                  |        |
|               | Oktava 1'     |                  |        |
|               | Regal 8'      |                  |        |

## Bildgalleri

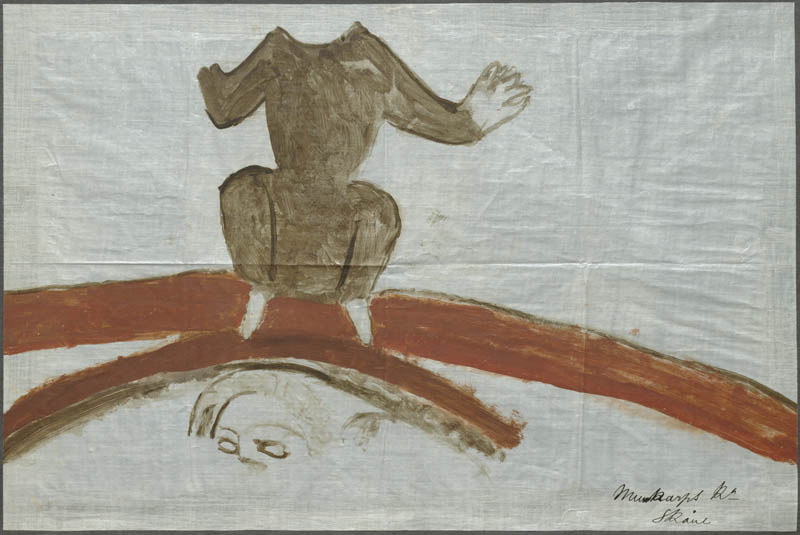
Fragment av troligen medeltida kalkmåleri i den medeltida kyrkan som revs 1883, 2015.
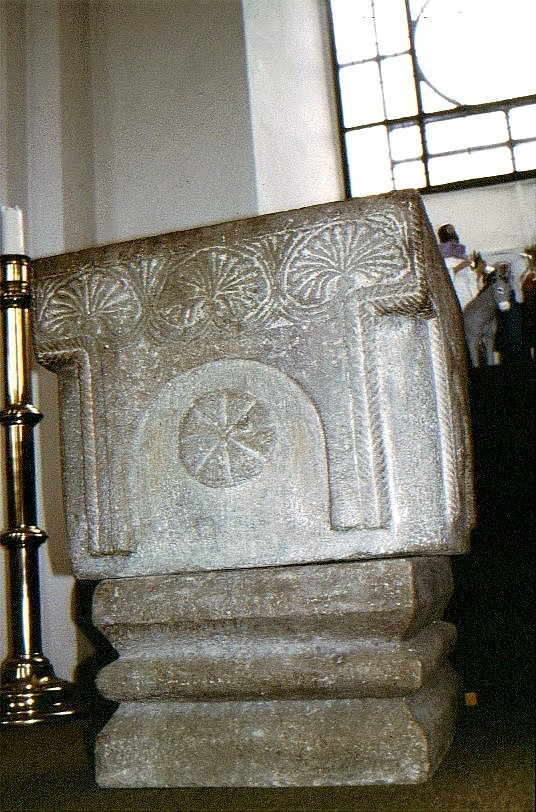
Dopfunten.
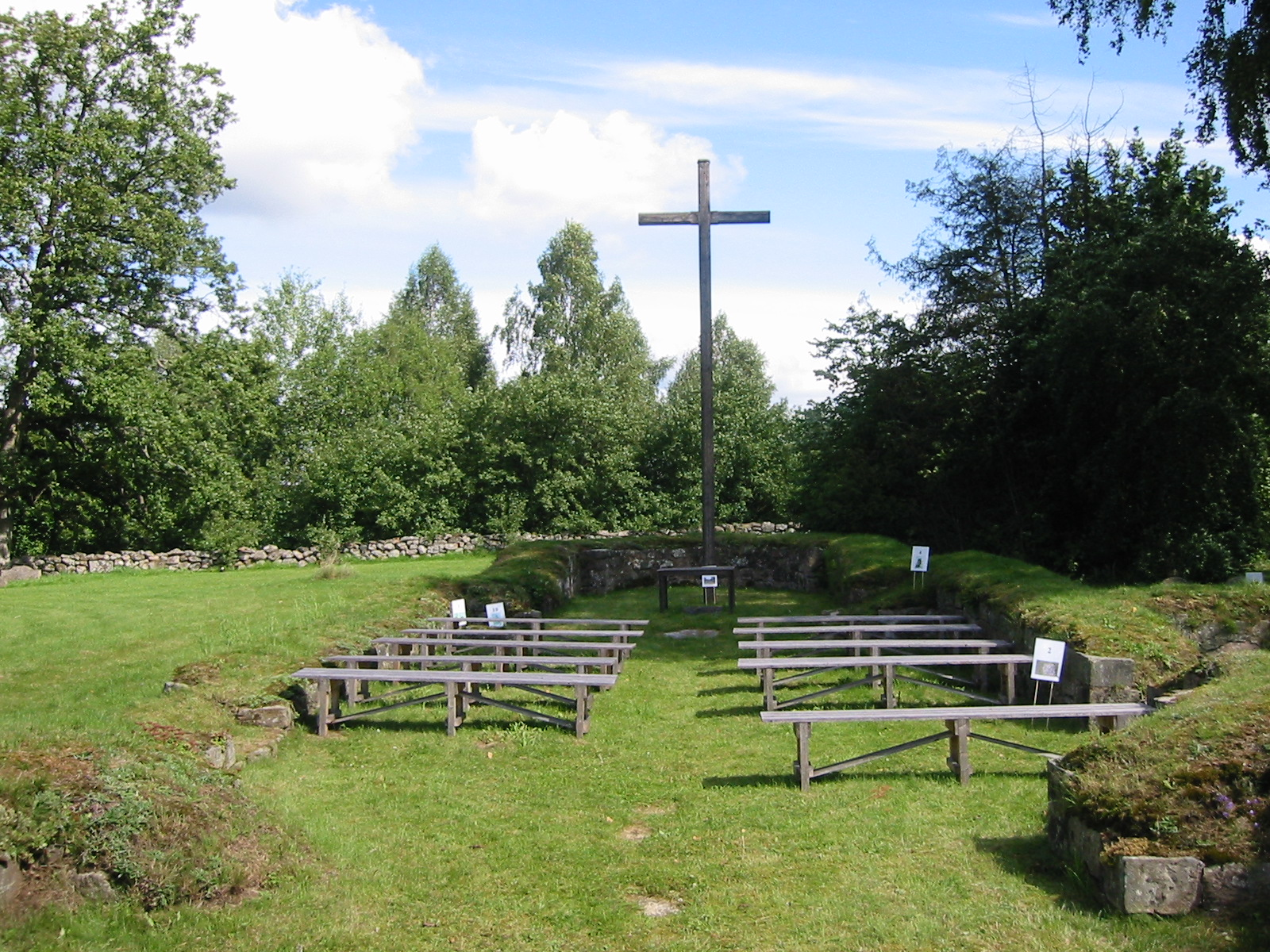
Ruin av Munkarps gamla kyrka.